# 말괄량이 마법학교: 캠퍼스 대소동
말괄량이 마법학교: 캠퍼스 대소동(Weirdsister College)는 2001년 11월 5일부터 2002년 2월 8일까지 방영된 영국 ITV의 드라마이다.

## 방송 시간
| 방송 채널 | 방송 기간        | 방송 시간 |
| --------- | ---------------- | --------- |
| SBS       | 2006년 5월 ~ 7월 |           |

## 한국판 성우진(SBS)
- 이선 - 밀드레드(조지나 쉬크링톤)
- 김일 - 홉스(바비 베리)
- 소연 - 에델(펄리시티 존스)
- 강연숙 - 썬더블래스트(찰미안 메이)
- 탁원제 - 세이크(존 로건)
- 이미자 - 비틀(제이 그리피스)
- 오주연 - 캐스(아베이 제리나스)
- 송준석 - 팀(켄트 리플리)
- 윤세웅 - 아즈맛(사샤 다완)